# Collégien
Collégien ist eine französische Gemeinde mit 3332 Einwohnern (Stand 1. Januar 2022) im Département Seine-et-Marne in der Region Île-de-France. Sie gehört zum Arrondissement Torcy und zum Kanton Torcy. Collégien ist Teil der Ville nouvelle Marne-la-Vallée. Die Einwohner werden Collégeois genannt.

## Geographie
Collégien befindet sich 27 Kilometer östlich von Paris und umfasst eine Fläche von 340 Hektar. Nachbargemeinden sind Torcy im Nordwesten, Bussy-Saint-Martin im Norden, Bussy-Saint-Georges im Osten, Ferrières-en-Brie im Südosten, Pontcarré im Süden und Croissy-Beaubourg im Westen.

## Bevölkerungsentwicklung
| Jahr      | 1962 | 1968 | 1975 | 1982 | 1990 | 1999 | 2005 | 2010 | 2015 |
| Einwohner | 215  | 264  | 281  | 818  | 2331 | 2983 | 3165 | 3145 | 3415 |

## Sehenswürdigkeiten
Siehe: Liste der Monuments historiques in Collégien

## Weblinks

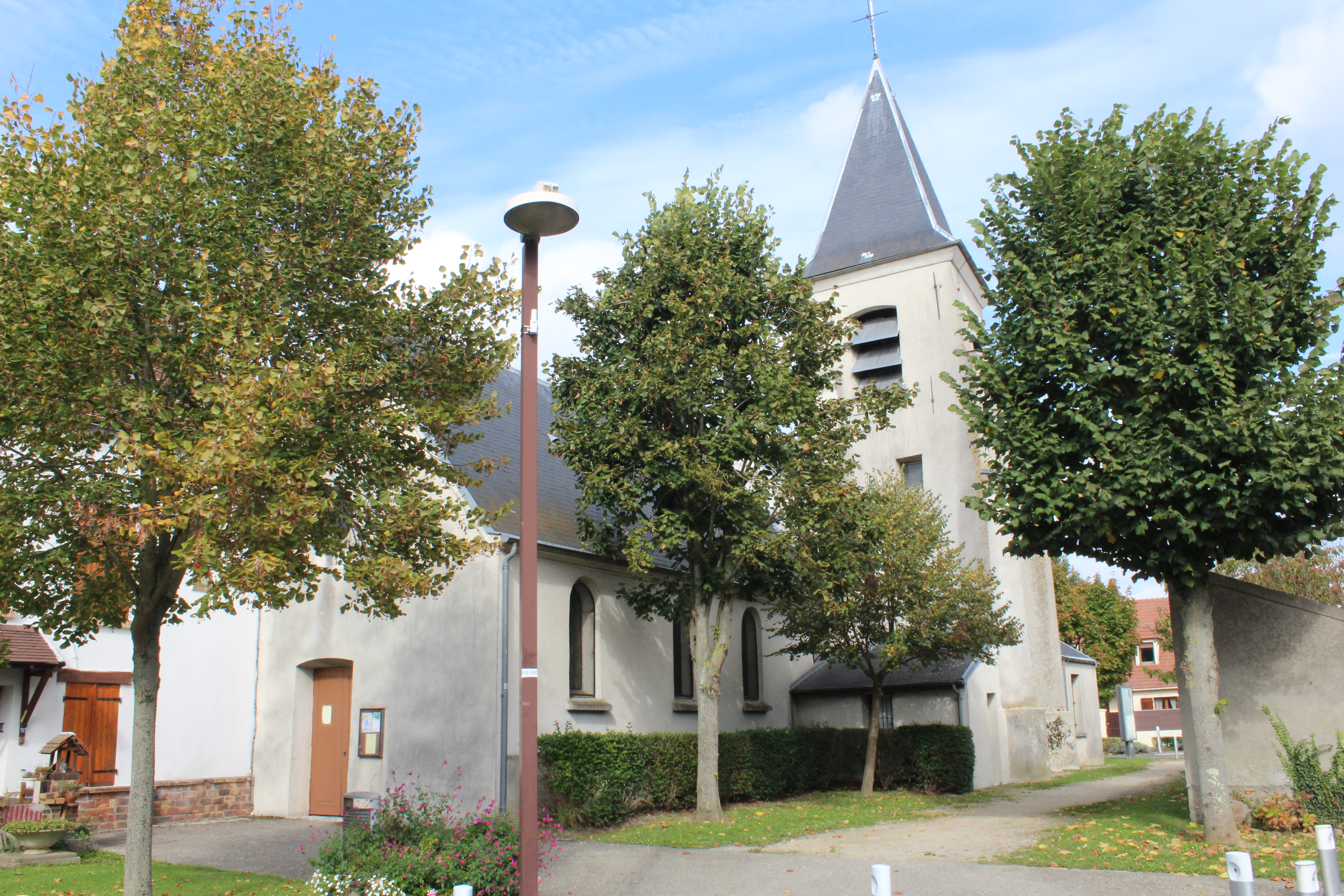
Kirche Saint-Rémi